# ロイトリンゲン市電GT4形電車
この項目では、かつてドイツ（西ドイツ）に存在した鉄道車両メーカーのエスリンゲン機械製造が開発・生産した連接式路面電車車両のGT4形のうち、ロイトリンゲンの路面電車であったロイトリンゲン市電向けに製造された車両について解説する。1974年の市電廃止後はウルムの路面電車であるウルム市電への譲渡が行われた。

## 概要
ロイトリンゲン市電は、工業都市・ロイトリンゲン市内に路線網を有していた路面電車である。1960年代初頭、路面電車の路線網を近隣のオルシェル＝ハーゲン（Stadtteil Orschel-Hagen）地区への延伸が検討され、1964年9月12日に全長1.3 kmの区間が開通した。これに際して、必要な車両数が増加した事を受け、市電を運営していたロイトリンゲン公益会社（Stadtwerke Reutlingen）はこの延伸に先立つ1963年にエスリンゲン機械製造へ3両（59 - 61）の新型車両の発注を実施した。これがGT4形である。
GT4形は各車体にボギー台車が設置されている2車体連接車で、これらの台車は車体の台枠とは別個に存在するサブフレームに結合されており、急曲線でも車体のはみだしを防ぎ安定した走行が可能な構造となっていた。この構造を用いた同型車両はシュトゥットガルト市電を始め西ドイツ各地の路面電車に導入されたが、このシュトゥットガルト市電向け車両と異なり、延伸区間を始め折り返し用のループ線が存在しない線形になっていたロイトリンゲン市電向け車両は車体両側に乗降扉が設置された両運転台車両だった。車体両側には連結器が備わっており、付随車の牽引も可能な構造となっていた。また、将来的なワンマン運転の導入を考慮した機器の導入も行われており、実際に1966年以降昼間など一部時間帯でのワンマン運転が実施された。
1963年12月に完成した車両は翌1964年3月から営業運転を開始し、9月に実施された延伸区間を始めロイトリンゲン市電の各系統で使用された。また、同年にはGT4形との連結運転を目的とした付随車2両（48 - 49）の増備も実施された。だが1966年に発表された交通報告書の中で将来的な路面電車の廃止が提案された事により、1967年以降ロイトリンゲン市電の段階的な廃止が始まり、GT4形が走行する区間も縮小した。そして、1974年10月19日、最後に残った2系統（1号線・2号線）の運行が終了し、ロイトリンゲン市電は全廃された。
その後、残された車両は解体、もしくは博物館への譲渡が実施された一方、3両のGT4形は旧市電車庫へ留置される状態が長らく続いた。1976年にはエスリンゲン-ネリンゲン-デンケンドルフ軌道への譲渡を前提にシュトゥットガルト郊外のゲーリンゲン（Gerlingen）の倉庫へ移設されたが同路線も1978年に全廃されたため実現せず、シュトゥットガルト市電への譲渡についても修繕費用の問題から行われる事が無かった。
一方、ドイツの都市・ウルムの路面電車であるウルム市電では同時期に利用客が増加しており、車両の増備が急務となっていた。そこで、長年留置されていた旧・ロイトリンゲン市電のGT4形を導入する事が決定し、まず1981年に2両が譲渡された。片運転台・片方向化を始めとしたウルム市電の車庫での大規模な修繕・改造工事を経たこれらの車両は1982年6月以降順次営業運転に投入され、単独運用に加えて付随車を連結した運転も実施された。更に、当初シュトゥットガルトで保存される事が検討されていた1両についても譲渡が決定し、1984年までに全3両（11 - 13）がウルム市電で使用される事となった。
だが、長年の放置による機器の劣化は深刻であり更なる大規模修繕が必要となった事、更にシュトゥットガルト市電で使用されていたGT4形の大量譲受が可能になった事から、旧・ロイトリンゲン市電のGT4形は1988年10月に営業運転を終了した。その後、これらの車両は全て解体されており、2024年時点で現存しない。

ウルム市電譲渡後の車両
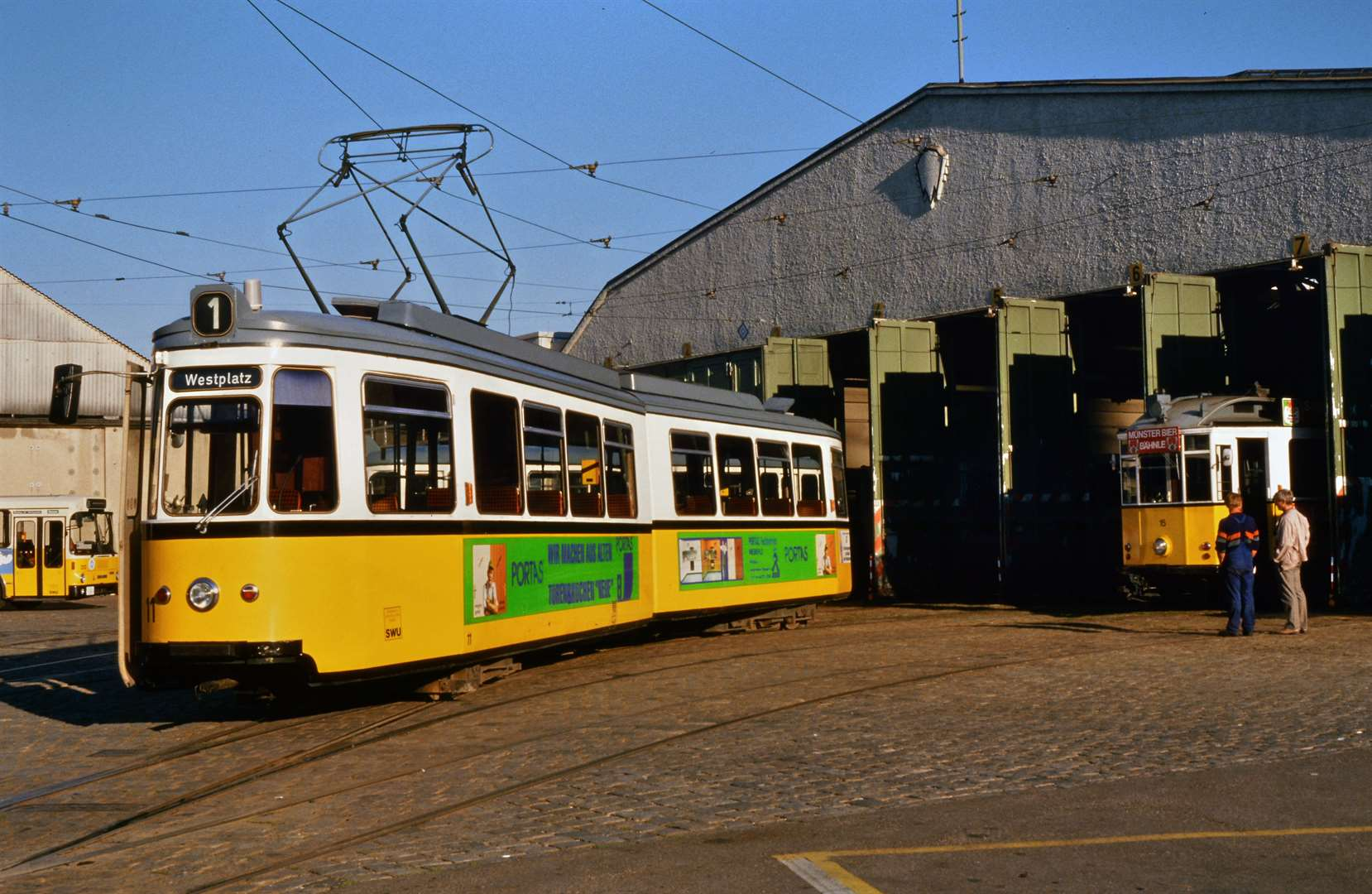
11（1984年撮影）
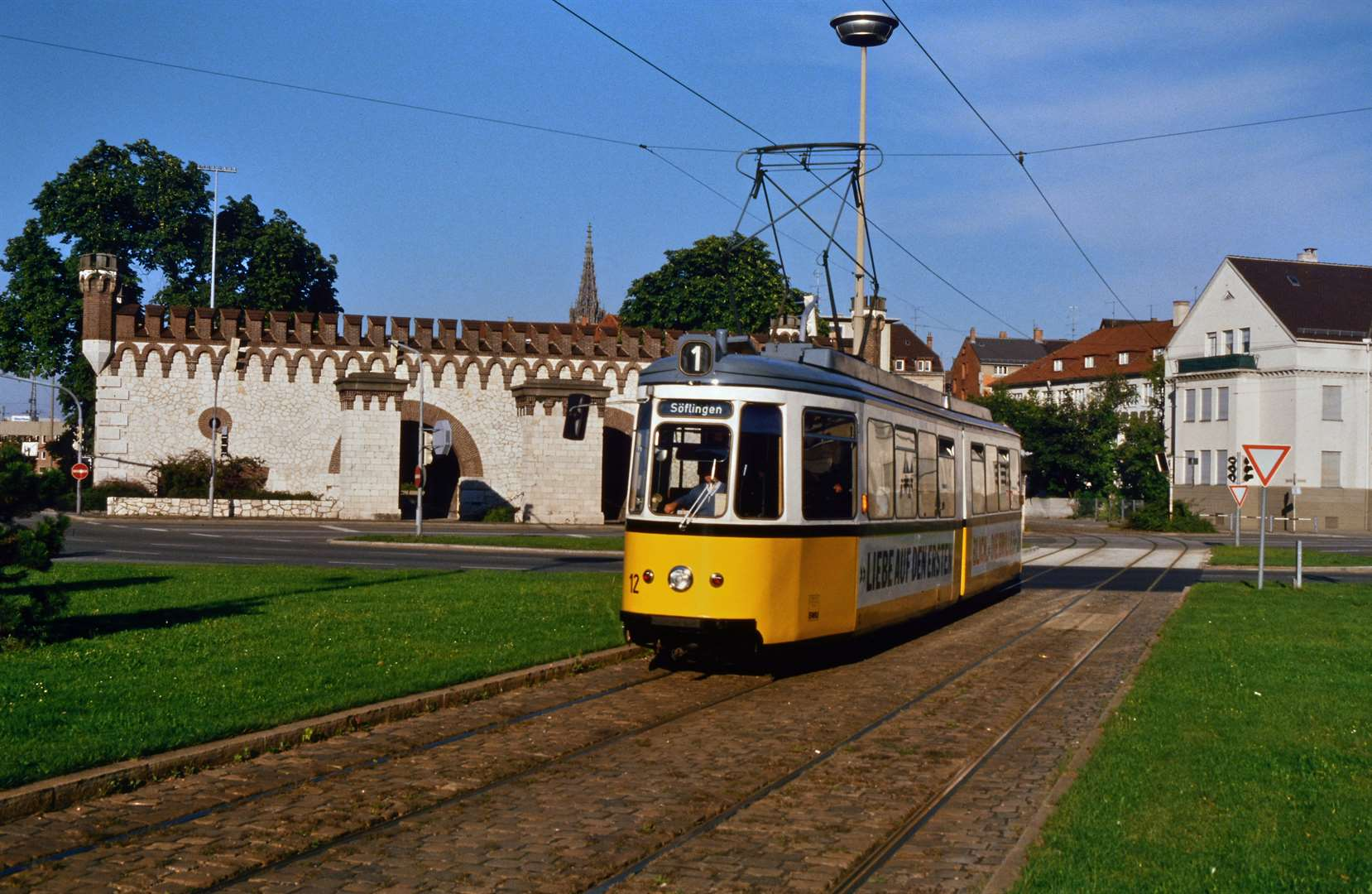
12（1984年撮影）
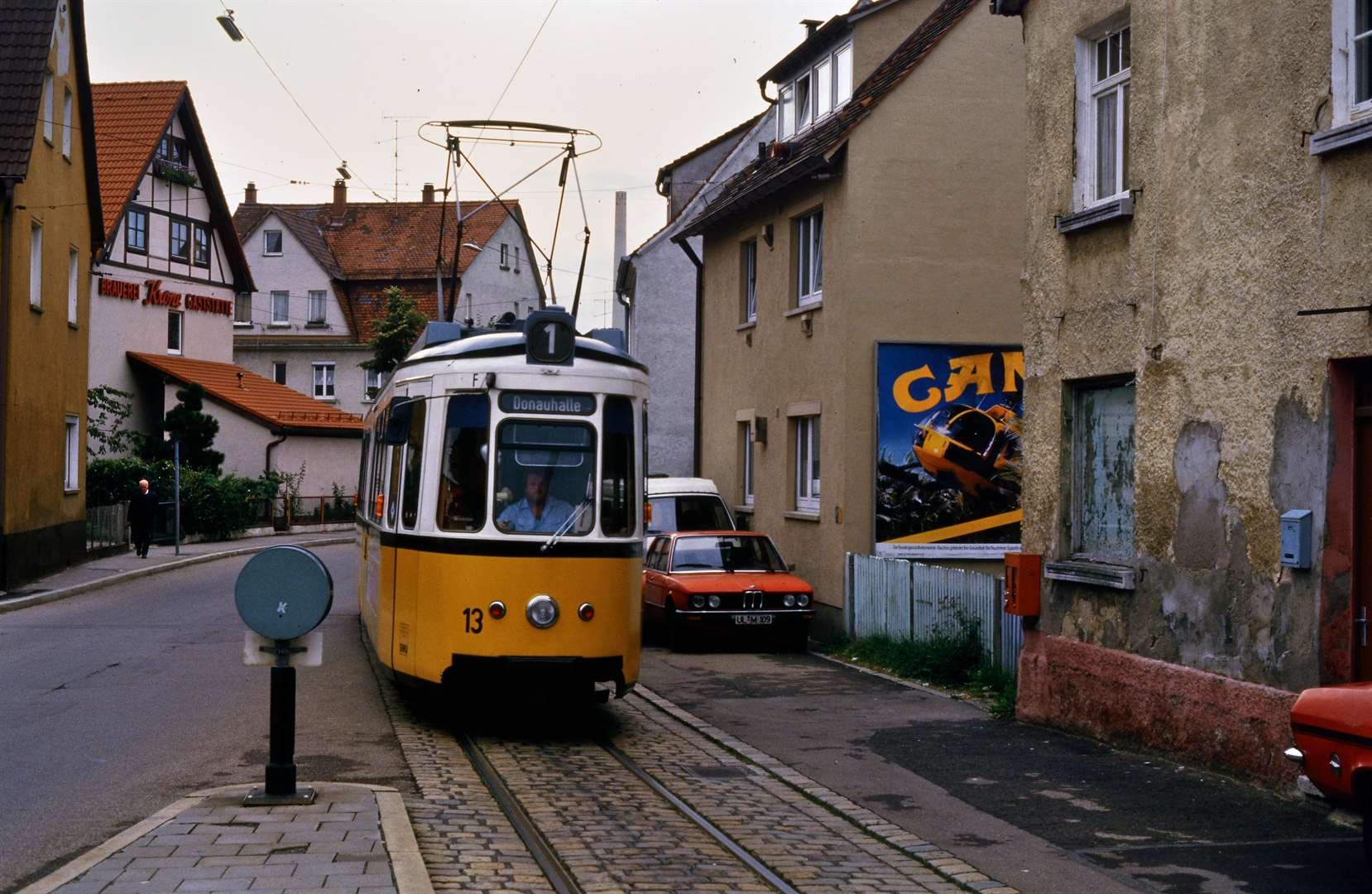
13（1984年撮影）

## 同型車両
- シュトゥットガルト路面電車GT4形電車 - シュトゥットガルト市電（シュトゥットガルト）向け車両、片運転台[6][5][9]。
- ノインキルヒェン市電GT4形電車 - ノインキルヒェン市電（ノインキルヒェン）向け車両、両運転台[6][5][9]。
- フライブルク市電GT4形電車 - フライブルク市電（ドイツ語版）（フライブルク・イム・ブライスガウ）向け車両、両運転台[6][5][9]。

## 参考資料
- Axel Reuther (2019-2). “25 Lenze im Ländle”. Strassenbahn Magazin (GeraMond Verlag GmbH):  50-55.